# Amsterdam Klezmer Band
De Amsterdam Klezmer Band is een in 1996 door de altsaxofonist Job Chajes opgerichte band die klezmer (Oost-Europese joodse muziek) speelt die mede geïnspireerd is op muziek van de Balkan. De band is onder andere op festivals als Oerol, het North Sea Jazz festival en Lowlands te zien en te horen geweest. De band treedt ook internationaal op en was tot dusver actief in 29 landen wereldwijd. Ze speelden onder andere op het Sziget festival in Boedapest Hongarije en het Hong Kong Jazz festival.
Het grootste deel van het repertoire is door de bandleden zelf geschreven. Invloeden van zigeunermuziek en jazz maken dat hun muziek niet eenvoudig in een hokje is te plaatsen.
De bandleden zijn:
Job Chajes - altsaxofoon en raps
Janfie Van Strien - klarinet en backing vocals
Gijs Levelt - trompet
Joop van der Linden - trombone, percussion
Jasper de Beer - contrabas en backing vocals
Alec Kopyt - percussie en zang
Accordeonist Theo Van Tol overleed in augustus 2023.

## Discografie

### Albums
| Album met eventuele hitnotering(en) in de Nederlandse Album Top 100 | Datum van verschijnen | Datum van binnenkomst | Hoogste positie | Aantal weken | Opmerkingen   |
| ------------------------------------------------------------------- | --------------------- | --------------------- | --------------- | ------------ | ------------- |
| De Amsterdam Klezmer Band                                           | 1999                  | -                     |                 |              |               |
| Mala Loka                                                           | 2000                  | -                     |                 |              |               |
| Limonchiki                                                          | 2001                  | -                     |                 |              |               |
| Amsterdam Klezmer Band met Bob Fosko                                | 2003                  | -                     |                 |              | met Bob Fosko |
| Katakofti                                                           | 2003                  | -                     |                 |              |               |
| Man bites dog eats Amsterdam Klezmer Band                           | 2004                  | -                     |                 |              |               |
| Son                                                                 | 2005                  | -                     |                 |              |               |
| Remixed                                                             | 2006                  | -                     |                 |              |               |
| Zaraza                                                              | 2008                  | -                     |                 |              |               |
| Katla                                                               | 2011                  | -                     |                 |              |               |
| Mokum                                                               | 2012                  | 28-01-2012            | 80              | 1            |               |
| Blitzmash                                                           | 2014                  | -                     |                 |              |               |
| Benja                                                               | 2015                  | -                     |                 |              |               |
| Oyoyoy                                                              | 2016                  | -                     |                 |              |               |
| Oyoyoy (Remixes)                                                    | 2016                  | -                     |                 |              |               |
| Szikra                                                              | 2018                  | -                     |                 |              |               |
| Fortuna                                                             | 2020                  | -                     |                 |              |               |
| Bomba Pop                                                           | 2024                  | -                     |                 |              |               |